# Vanderson da Silva Souza
Vanderson da Silva Souza, noto semplicemente come Vandinho (Londrina, 24 agosto 1986), è un ex calciatore brasiliano, di ruolo attaccante.